# Baji Kōen
Das Baji Kōen ist eine Pferdesportanlage im Bezirk Setagaya in der japanischen Hauptstadt Tokio.
Auf der Anlage fanden im Rahmen der Olympischen Sommerspiele 1964 die Wettbewerbe im Dressurreiten statt. Hierfür wurde ein inmitten der Rennbahn gelegener Poloplatz zum Dressurstadion umgewandelt. Das 19,1 Hektar große Areal verfügte unter anderem über eine 2,4 km lange Rennbahn, einen Kurs für Springreiten, ein Spielfeld für Polo und Ställe. Bei schlechtem Wetter wäre auch eine Reithalle zur Verfügung gestanden.
Auch bei den Olympischen Sommerspielen 2020 wurde die Anlage wieder als Wettkampfstätte für die Reitwettbewerbe genutzt.